# Jana Grygarová
Jana Grygarová, rodným jménem Jana Kačurová, přezdívaná Apačka (3. února 1983 Vrbno pod Pradědem – 30. července 2015 Kazbek, Kavkaz) byla česká novinářka, která se věnovala převážně hudebním tématům, hlavně nezávislé hudební scéně.

## Život
V letech 2002–2006 vystudovala mediální studia a žurnalistiku společně s politologií na brněnské Fakultě sociálních studií Masarykově univerzitě (titul Bc.). Přispívala do Lidových novin a na server Freemusic.cz, roku 2010 se stala jedním ze zakladatelů časopisu Full Moon, pro který pracovala několik let jako šéfredaktorka. Mimo to byla například moderátorkou rozhlasové stanice Radio 1 a internetového rádia StreetCulture. Přispívala také do časopisů Rock & Pop, Reflex, Respekt, Živel ad.
Zemřela na následky zranění po pádu do ledovcové trhliny při sestupu z vyhaslé sopky Kazbek v roce 2015 ve věku 32 let.
V rámci desátého ročníku cen Vinyla byla v roce 2021 poprvé udělena Cena Jany „Apačky“ Grygarové pro mladé hudební novináře.